# Gibraltar Scorpions FC
Gibraltar Scorpions F.C. ist ein Amateur-Fußball- und Futsalverein aus Gibraltar.

## Geschichte
Der Verein wurde am 24. Mai 2013 gegründet. Neben der Fußballabteilung hat der Verein eine Abteilung für Futsal. 2014/15 spielte man im UEFA-Futsal-Pokal.

## Erfolge
- 2015 erreichte der Verein das Viertelfinale des Rock Cup, dem Pokalwettbewerb von Gibraltar.[2]
- In der Saison 2013/14 gewann der Verein den Futsal Rock Cup[3] und die nationale Futsal-Meisterschaft.[4]
- In der Saison 2014/15 spielte der Verein im UEFA-Futsal-Pokal, wo man in der Vorrunde jedoch nach zwei Niederlagen und einem Unentschieden ausschied.[5][6]